# 作りたい女と食べたい女
『作りたい女と食べたい女』（つくりたいおんなとたべたいおんな）は、ゆざきさかおみによる日本の漫画作品。元々は作者が2020年3月にTwitterやpixivの個人アカウントで発表していた作品だったが、いいねを30万集めるほど注目され、2021年1月8日より、KADOKAWAのウェブコミック配信サイト『ComicWalker』内レーベル「COMIC it」にて商業連載中。
2024年2月時点でシリーズ累計発行部数は80万部を突破している。
2022年11月より、NHK総合にてテレビドラマが放送された。2024年1月から続編が同枠にて放送された。

## あらすじ
東京で一人暮らしをする派遣社員、野本さんこと野本ユキの趣味は料理であり、SNSに自作の料理をアップしつつも、小食であるために憧れである大盛り料理を作れないことを残念に思っていた。そんなある日、職場でのフラストレーションからうっかり大量の料理を作ってしまい困り果てた野本さんが思い浮かべたのは、大量のファーストフードをひとりで食べると言っていた2軒となりの隣人、春日さんこと春日十々子のことだった。思い切って春日さんに声をかけて料理をごちそうした野本さんはその食べっぷりに今までにない喜びを感じ、ふたりは「作りたい女と食べたい女」として友人関係を結び、互いの家を行き来したり一緒に行楽に出かけたりと親しくなっていく。そんなふたりの間に、やがて特別な想いが芽生えていく。

## 登場人物
野本 ユキ（のもと ユキ）
「作りたい女」都内で働く契約社員。SNSで料理写真のアカウントを持っている程の料理好き。子どもの頃に絵本で見たような大きな料理を作ることに憧れていたが、一人暮らしなうえ少食のため叶えられず、また料理が趣味だと知られると「良い奥さんになれる」や「女子力」などの言葉で評されることにストレスを抱えていた。しかし春日さんとの出会いで作る喜びを再確認していく。家庭環境は平凡だが、幼い頃から自分の恋愛対象や周りの言う「普通」である異性との交際について違和感を抱いており、春日さんへの恋愛感情に気づき困惑するが友人である矢子さんのアドバイスもあり自分の心に向き合っていく。後に春日さんに告白し、恋人同士となるも、敬語やさん付けは今までどおりである。

春日 十々子（かすが ととこ）
「食べたい女」野本さんが住むマンションの2つ隣の部屋の住人。フリーのルートドライバー。かなりの健啖家であり野本さんと出会うまでは月に数回ほど大量のファーストフードをドカ喰いしていた。普段は表情に乏しいが非常に美味しそうに料理を平らげる。実は強権的な父親によって「男はいちばん上質な料理を食べ散らかし、女はその残り物を食べる」のが当たり前という男尊女卑が常態化した家庭で育っており、ドカ喰いも幼少期の反動。自分の人間としての尊厳を守るために成人後も支配しようとする父親から逃げていたが、ついに自宅の住所がバレてしまい引越しを余儀なくされる中で野本さんへの気持ちに向き合うこととなる。野本さんに告白され、恋人同士となる。

南雲 瀬奈（なぐも せな）
「食べたくない女」第20話から登場。野本さんと春日さんの間の部屋に引っ越してきた中性的な容姿の若い女性。幼少期から食に興味がなく、そのことに関して愛情はありつつも無理解な振る舞いをしてしまう両親や無理やりに給食を食べることを強制した教師によってトラウマを抱え、人前では飲み物しか口にできず、家族とも距離を置いている。野本さんや春日さん、矢子さんとの交流を経て自身の症状が会食恐怖症であることを知り、認知療法に取り組むようになる。
矢子 可菜芽（やこ かなめ）
「作りたくない女」南雲さんと同じく第20話からの登場。食べることが好きだが料理には興味がないため、外食や中食を利用する。野本さんとは同性愛者のコミュニティ掲示板で出会う。レズビアンのアセクシュアルでありLGBTや性差別に対する知識が非常に深く、困惑する野本さんの相談に乗る。過去に女性との苦い失恋を経験しており、その経験が現在の知識につながっている。

## 書誌情報
- ゆざきさかおみ『作りたい女と食べたい女』 KADOKAWA〈it COMICS〉、既刊5巻（2024年2月15日現在）
  1. 2021年6月15日発売[8][9]、ISBN 978-4-04-913651-7
  2. 2021年12月15日発売[10][11]、ISBN 978-4-04-914024-8
  3. 2022年11月15日発売[12][13]、ISBN 978-4-04-914424-6
  4. 2023年6月15日発売[14]、ISBN 978-4-04-914950-0
  5. 2024年2月15日発売[6]、ISBN 978-4-04-915337-8

## 受賞
商業化前
- pixiv月例賞 2020年3月投稿分 優秀賞

商業化後
- pixivコミックランキング2021 ふたりごはん部門 第1位
- このマンガがすごい!2022 オンナ編 第2位

## テレビドラマ
2022年11月29日から12月14日まで、NHK総合の「夜ドラ」枠にて放送された。主演は比嘉愛未。
2024年1月29日から2月29日まで、続編となるシーズン2が同枠にて放送された。また、開始前の同年1月9日より、同枠にて第1作が再放送された。
本項では便宜上、第1作をS1、シーズン2をS2の略称で表記する。

### キャスト

#### 主要人物
野本ユキ（のもと ユキ）
演 - 比嘉愛未（幼少期：宮地美然）
春日十々子（かすが ととこ）
演 - 西野恵未

#### 職場の同僚
佐山千春
演 - 森田望智
ドラマオリジナルキャラクター。
森岡慶太
演 - 中野周平（蛙亭）
高木加奈
演 - 山﨑果倫
真瀬由香里
演 - 斎藤さらら
三浦明宏
演 - 三浦獠太

#### 定食屋
坂井清
演 - 野添義弘
店主。唐揚げ定食を注文した十々子に、女性だからという理由でご飯を少なめによそう。
坂井朋代
演 - 原田千枝子
清の妻。

#### その他
ユキの母
演 - 川口圭子
春日茂
演 - 青木一平
十々子の父。
南雲世奈
演 - 藤吉夏鈴（櫻坂46）
S2から登場。野本と春日の住むマンションに越して来た女性。少食で、かつ人前では食事をすることができない「会食恐怖症」。
田中優子
演 - 池津祥子
S2から登場。
矢子可菜芽
演 - ともさかりえ
S2から登場。野本がSNSで知り合うレズビアンの女性。通称は「yako」。

### スタッフ
- 原作 - ゆざきさかおみ『作りたい女と食べたい女』[1][7]
- 脚本 - 山田由梨[1][19]
- 音楽 - 伊藤ゴロー[1][7]
- 演出
  - S1 - 松嵜由衣、中田博之[25]
  - S2 - 松嵜由衣、中田博之、八十島美也子
- ジェンダー・セクシュアリティ考証 - 中村香住、合田文[26]
- 料理監修 - ぐっち夫婦[25]
- 調理アシスタント - Team SHINO（石田有花、わたなべふじこ、いがらしかな、杉山明美）[25]
- 制作統括 - 坂部康二、大塚安希、勝田夏子[25][7]
- 制作 - NHKエンタープライズ
- 制作・著作 - NHK、MMJ

### 放送日程
話数はS1第1話からの通しである。
| 回                | 放送日         | 演出     | 備考     |
| ----------------- | -------------- | -------- | -------- |
| 第1回             | 2022年11月29日 | 松嵜由衣 |          |
| 第2回             | 11月30日       | 松嵜由衣 |          |
| 第3回             | 12月01日       | 中田博之 |          |
| 第4回             | 12月05日       | 中田博之 |          |
| 第5回             | 12月06日       | 中田博之 |          |
| 第6回             | 12月07日       | 松嵜由衣 |          |
| 第7回             | 12月08日       | 中田博之 |          |
| 第8回             | 12月12日       | 松嵜由衣 |          |
| 第9回             | 12月13日       | 松嵜由衣 | [ 注 1 ] |
| 最終回 （第10回） | 12月14日       | 松嵜由衣 |          |

| 回                | 放送日        | 演出         | 備考 |
| ----------------- | ------------- | ------------ | ---- |
| 第11回            | 2024年1月29日 | 松嵜由衣     |      |
| 第12回            | 1月30日       | 松嵜由衣     |      |
| 第13回            | 1月31日       | 松嵜由衣     |      |
| 第14回            | 2月01日       | 松嵜由衣     |      |
| 第15回            | 2月05日       | 中田博之     |      |
| 第16回            | 2月06日       | 中田博之     |      |
| 第17回            | 2月07日       | 中田博之     |      |
| 第18回            | 2月08日       | 中田博之     |      |
| 第19回            | 2月12日       | 松嵜由衣     |      |
| 第20回            | 2月13日       | 松嵜由衣     |      |
| 第21回            | 2月14日       | 松嵜由衣     |      |
| 第22回            | 2月15日       | 松嵜由衣     |      |
| 第23回            | 2月19日       | 八十島美也子 |      |
| 第24回            | 2月20日       | 八十島美也子 |      |
| 第25回            | 2月21日       | 八十島美也子 |      |
| 第26回            | 2月22日       | 八十島美也子 |      |
| 第27回            | 2月26日       | 松嵜由衣     |      |
| 第28回            | 2月27日       | 松嵜由衣     |      |
| 第29回            | 2月28日       | 松嵜由衣     |      |
| 最終回 （第30回） | 2月29日       | 松嵜由衣     |      |

| NHK総合 夜ドラ                                                              | NHK総合 夜ドラ | NHK総合 夜ドラ                                         |
| 前番組                                                                      | 番組名 | 次番組                                                 |
| --------------------------------------------------------------------------- | --- | ------------------------------------------------------ |
| つまらない住宅地のすべての家 （2022年10月10日 - 11月16日）                  | 作りたい女と食べたい女 （シーズン1） （2022年11月29日 - 12月14日）                                                    | ワタシってサバサバしてるから （2023年1月9日 - 2月9日） |
| 藤子・F・不二雄 SF短編ドラマ （Season1 後期） （2023年12月11日 - 12月14日） | 作りたい女と食べたい女 （シーズン1アンコール） （2024年1月9日 - 1月24日） ↓ （シーズン2） （2024年1月29日 - 2月29日） | ユーミンストーリーズ （2024年3月4日 - 3月21日）        |